# Марёнкино
Марёнкино — деревня в Александровском районе Владимирской области России, входит в состав Каринского сельского поселения. 

## География
Деревня расположена в 28 км на юго-запад от центра поселения села Большое Каринское и в 33 км на юго-запад от города Александрова близ автодороги А108. В настоящее время земли вокруг деревни занимают дачные товарищества, крупнейшее из которых ДПК «Золотые Сосны».

## История
В XIX — начале XX века деревня входила в состав Ботовской волости Александровского уезда, с 1926 года — в составе Карабановской волости. В 1859 году в деревне числилось 24 двора, в 1905 году — 32 двора, в 1926 году — 50 дворов.
С 1929 года деревня входила в состав Жуклинского сельсовета Александровского района, с 1941 года — в составе Новожиловского сельсовета Струнинского района, с 1959 года — в составе Лизуновского сельсовета, с 1965 года — в составе Александровского района, с 2005 года — в составе Каринского сельского поселения.

## Население
| 1859 | 1905 | 1926 | 2002 | 2010 | 2021 |
| ---- | ---- | ---- | ---- | ---- | ---- |
| 120  | ↗226 | ↗307 | ↘36  | ↘21  | ↗90  |